# Conditionnement d'écoulement
En mécanique des fluides, le conditionnement d'écoulement est un processus visant à garantir que les conditions d'écoulement dans un environnement opérationnel réel se rapprochent autant que possible de celles observées dans un environnement de laboratoire. Cela permet d'assurer des performances optimales et précises des débitmètres tels que les ajutages, turbines, Coriolis, ultrasoniques et autres. Le conditionnement d'écoulement est essentiel pour réduire les perturbations de l'écoulement, comme les tourbillons et les asymétries, afin que les instruments de mesure de débit puissent fournir des lectures précises et fiables, similaires à celles obtenues dans des conditions contrôlées en laboratoire.

## Types d'écoulement
Fondamentalement, l'écoulement dans les conduites peut être classé comme suit :
- écoulement pleinement développé (qui a perdu la mémoire des conditions d'entrée),
- écoulement pseudo-entièrement développé[pas clair],
- écoulement non-tourbillonnaire, non-symétrique,
- écoulement modérément tourbillonnaire, non-symétrique,
- écoulement fortement tourbillonnaire, symétrique.

## Types de conditionneurs d'écoulement

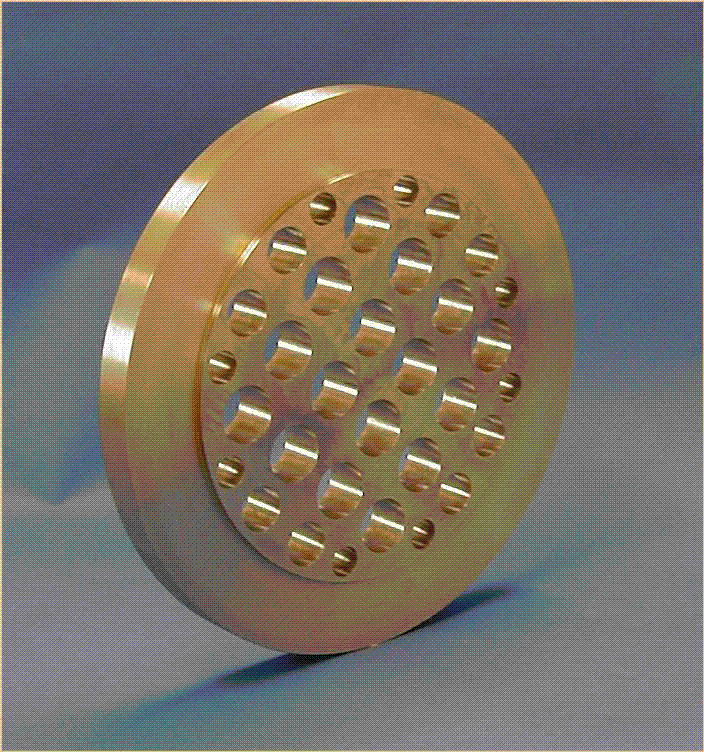
Figure (a) montrant le conditionneur d'écoulement

Les conditionneurs d'écoulement montrés en fig.(a) peuvent être regroupés en trois types :
- ceux qui éliminent uniquement les tourbillons (paquets de tubes),
- ceux qui éliminent les tourbillons et la non-symétrie, mais ne produisent pas d'écoulement pseudo entièrement développé,
- ceux qui éliminent les tourbillons et la non-symétrie et produisent un écoulement pseudo entièrement développé (conditionneurs d'écoulement haute performance).

Les dispositifs de redressement tels que les nids d'abeilles et les aubes insérés en amont du débitmètre peuvent réduire la longueur de tuyau droit requise. Cependant, ils n'améliorent que marginalement la précision de la mesure et peuvent encore nécessiter une longueur de tuyau droit significative, qu'un site d'installation exigu peut ne pas permettre.
Un redresseur d'écoulement, parfois appelé nid d'abeilles, est un dispositif utilisé pour redresser le flux d'air dans une soufflerie. C'est un passage de conduits, disposés le long de l'axe du flux d'air principal pour minimiser les composants de vitesse latérale causés par le mouvement tourbillonnant dans le flux d'air à l'entrée. Les formes de section transversale de ces "nids d'abeilles" peuvent être des cellules carrées, circulaires et hexagonales régulières.

### Un redresseur d'écoulement fait main à faible coût
Un redresseur d'écoulement à faible coût peut être construit en utilisant des pailles, car elles sont peu coûteuses et efficaces. L'émission télévisée MythBusters utilise une telle construction pour leur soufflerie, tout comme une soufflerie expérimentale au MIT (Maniet). Les pailles doivent être coupées à taille égale et placées dans un cadre.

### Efficacité du nid d'abeilles
L'efficacité du nid d'abeilles, pour réduire le niveau de tourbillons et de turbulences, est étudiée en simulant le champ d'écoulement en utilisant le modèle de turbulence k-ε dans la mécanique des fluides numérique (CFD) commerciale. La CFD est l'approche la plus précise et la plus économique pour estimer l'efficacité d'un nid d'abeilles.

### Modèle de calcul
Un domaine de calcul de nid d'abeilles est créé comme montré dans la Fig. 1.
Nous savons qu'il est très difficile de fournir un écoulement non uniforme réaliste à l'entrée du nid d'abeilles comme expérimenté dans les expériences. De telles conditions d'entrée aléatoires simulent essentiellement le cas réaliste dans lequel l'air peut entrer dans le nid d'abeilles de n'importe quelle direction et à n'importe quel niveau de turbulence. Par conséquent, un domaine spécial est conçu pour introduire une condition d'entrée pratique.

### Maillage des modèles de calcul
Le modèle solide du nid d'abeilles est maillé dans GAMBIT 2.3.16, comme montré dans la Fig. 2. Un maillage rectangulaire structuré est utilisé pour la simulation avec une configuration de nid d'abeilles carrée. Les équations régissant la conservation de la masse et de la quantité de mouvement pour l'écoulement subsonique ainsi que les équations pour la turbulence et l'écoulement poreux sont résolues pour le nid d'abeilles en utilisant un code commercial. Le modèle RNG k-ε de type RANS est utilisé pour la modélisation de la turbulence.

### Conditions aux limites
Le domaine séparé créé en amont du nid d'abeilles est fourni avec diverses conditions d'entrée pour arriver à un mouvement désordonné à la sortie, qui doit être donné comme une entrée aux cellules du nid d'abeilles. Cela simule essentiellement le cas plus réaliste où le flux peut entrer dans le nid d'abeilles de n'importe quelle direction. Les spécifications de cette entrée ainsi que d'autres conditions aux limites nécessaires sont mentionnées ici. Le flux à l'entrée du nid d'abeilles doit nécessairement avoir des mouvements turbulents et tourbillonnants. Par conséquent, pour incorporer ces exigences, un domaine de fluide séparé est construit.
Les faces circulaires supérieure et inférieure sont considérées comme des entrées pour ce domaine afin d'obtenir un champ d'écoulement avec une plus grande magnitude de vitesse latérale. Ce domaine est équipé de cylindres verticaux et horizontaux comme obstruction à l'entrée pour produire suffisamment de tourbillons à la sortie de cette section. Un maillage tétraédrique comme montré dans la Fig. 3 avec des éléments tétraédriques est généré pour cette géométrie. Le nombre de nœuds est de 147 666. Trois faces de cette configuration sont spécifiées comme entrées avec des conditions de vitesse aux limites. La vitesse du fluide à ces faces d'entrée est prise de manière que la vitesse moyenne à la sortie soit de 1 m/s, ce qui est la valeur dans la soufflerie opérationnelle.
Une condition de pression de sortie est utilisée à la sortie de la chambre de stabilisation où la pression à la sortie est réglée à zéro pour la pression relative.
Il est toujours possible de prédire le champ d'écoulement entier en maillant tout le domaine fluide ; cependant, la simulation pour la prédiction du champ d'écoulement entier utilise la condition de symétrie aux limites. Cette approche réduit les besoins en maillage et les efforts computationnels. Par conséquent, la symétrie est utilisée à la périphérie du domaine de calcul.
Toutes les frontières solides dans le domaine computationnel sont spécifiées comme des parois visqueuses avec une condition aux limites de paroi sans glissement.
Le profil d'intensité de la turbulence à la sortie du modèle de turbulence est montré dans la Fig. 4. Cette figure montre l'intensité de la turbulence qui est maximale au centre (30 %) et aux parois autour de 16-18 %, maintenant ce profil est incorporé à l'intérieur du nid d'abeilles comme montré dans la Fig. 2, le profil de l'intensité de la turbulence qui sort du nid d'abeilles est montré dans la Fig. 5. Dans ce profil, nous voyons que l'intensité de la turbulence est réduite de 30 % à 1,2 % au centre et de 16 % à 3,5 %, ce qui signifie que l'efficacité du nid d'abeilles est très élevée, autour de 96 %.

## Mesure du gaz naturel
Le gaz naturel qui contient beaucoup de liquides est connu sous le nom de gaz humide tandis que le gaz naturel produit sans liquide est connu sous le nom de gaz sec. Le gaz sec est également traité pour enlever tous les liquides. L'effet du conditionnement de l'écoulement pour divers compteurs populaires utilisés dans la mesure du gaz est expliqué ci-dessous.

## Conditions d'écoulement dans les tuyaux
Les aspects les plus importants et les plus difficiles à mesurer de la mesure du débit sont les conditions d'écoulement dans un tuyau en amont d'un compteur. Les conditions d'écoulement se réfèrent principalement au profil de vitesse d'écoulement, aux irrégularités dans le profil, aux niveaux de turbulence variables dans le profil de vitesse d'écoulement ou d'intensité de la turbulence, aux tourbillons et à toute autre caractéristique de l'écoulement du fluide qui feront que le compteur enregistre un débit différent de celui attendu. Cela changera la valeur de l'état de calibrage d'origine, connu sous le nom de conditions de référence, exemptes des effets d'installation.

### Effets d'installation
Les effets d'installation tels qu'un tuyau droit insuffisant, une rugosité ou une douceur exceptionnelles du tuyau, des coudes, des valves, des tés et des réducteurs font que les conditions d'écoulement dans le tuyau diffèrent des conditions de référence. L'impact de ces effets d'installation sur le compteur est très important puisque les dispositifs qui créent des effets d'installation en amont sont des composants courants de tout design standard de mesure. Le conditionnement d'écoulement se réfère au processus de génération artificielle d'un profil d'écoulement de référence entièrement développé et est essentiel pour permettre une mesure précise tout en maintenant un design de compteur compétitif en termes de coût. Les facteurs de calibrage du compteur sont valides uniquement si une similarité géométrique et dynamique existe entre les conditions de mesure et de calibrage. En mécanique des fluides, cela est communément appelé la loi de similarité.

### Loi de similarité
Le principe de la loi de similarité est largement utilisé pour les machines à fluide théoriques et expérimentales. En ce qui concerne le calibrage des débitmètres, la loi de similarité est la base des normes de mesure de débit. Pour satisfaire à la loi de similarité, le concept de l'installation centrale nécessite une similarité géométrique et dynamique entre le débitmètre de laboratoire et les conditions installées de ce même compteur sur toute la période de transfert de propriété. Cette approche suppose que la technologie sélectionnée ne présente aucune sensibilité significative aux variations opératoires ou mécaniques entre les calibrages. Le facteur de débitmètre déterminé au moment du calibrage est valide si une similarité dynamique et géométrique existe entre l'installation sur le terrain et l'installation en laboratoire de l'appareil.
Un modèle expérimental approprié du fabricant localise les régions sensibles à explorer, mesurer et ajuster empiriquement. La méthode de corrélation recommandée par le fabricant est une base rationnelle pour la prédiction des performances à condition que la physique ne change pas. Par exemple, la physique est différente entre l'écoulement subsonique et sonique. Pour satisfaire à la loi de similarité, le concept de calibrage in situ nécessite une similarité géométrique et dynamique entre le débitmètre calibré et les conditions installées de ce même compteur sur toute la période de transfert de propriété. Cette approche suppose que la technologie sélectionnée ne présente aucune sensibilité significative aux variations opératoires ou mécaniques entre les calibrages. Le facteur de débitmètre déterminé au moment du calibrage est valide si une similarité dynamique et géométrique existe dans l'"installation du débitmètre sur le terrain" sur toute la période de transfert de propriété.

### Profil de vitesse d'écoulement

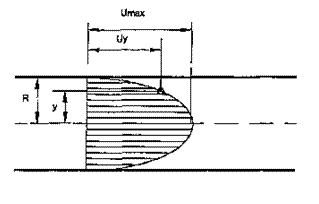
Figure (1) montrant le profil typique de vitesse d'écoulement pour la mesure du gaz naturel

La description la plus couramment utilisée des conditions d'écoulement dans le tuyau est le profil de vitesse d'écoulement. La Fig.(1) montre le profil typique de vitesse d'écoulement pour la mesure du gaz naturel. La forme du profil de vitesse d'écoulement est donnée par l'équation suivante : 
{\displaystyle {\frac {U_{y}}{U_{max}}}=\left[1-{\frac {Y}{R}}\right]^{1/n}}    ---- (1) 

La valeur de n détermine la forme du profil de vitesse d'écoulement. L'équation (1) peut être utilisée pour déterminer la forme du profil d'écoulement dans le tuyau en ajustant une courbe aux données de vitesse mesurées expérimentalement. En 1993, les vitesses d'écoulement transversales étaient mesurées dans l'environnement de gaz naturel haute pression en utilisant la technologie du fil chaud pour accomplir l'ajustement des données. Un profil d'écoulement entièrement développé était utilisé comme état de référence pour le calibrage du compteur et la détermination du coefficient de décharge (Cd). Pour un nombre de Reynolds {\displaystyle 10^{5}} à {\displaystyle 10^{6}}, n est d'environ 7,5 ; pour un Re de {\displaystyle 10^{6}}, n est d'environ 10,0 où un profil entièrement développé dans un tuyau lisse était supposé. Étant donné que n est une fonction du nombre de Reynolds et du coefficient de frottement de Fanning, des valeurs plus précises de n peuvent être estimées en utilisant l'équation (2),

{\displaystyle n={\frac {1}{\sqrt {f}}}.}    ---- (2) 

Où f est le coefficient de frottement. Une bonne estimation d'un profil de vitesse entièrement développé peut être utilisée pour ceux qui ne disposent pas d'équipement adéquat pour réellement mesurer les vitesses d'écoulement dans le tuyau. La longueur équivalente de tuyau droit suivante dans l'équation (3) était utilisée pour garantir qu'un profil d'écoulement entièrement développé existe.

{\displaystyle PipeDiameters=4.4D\left[R_{e}\right]^{1/6}}    ---- (3) 

Dans l'équation (3), les longueurs de tuyau requises sont significatives, d'où le besoin de dispositifs capables de conditionner l'écoulement sur une longueur de tuyau plus courte, permettant ainsi aux ensembles de mesure d'être compétitifs en termes de coût et précis. Ici, le profil de vitesse d'écoulement est généralement tridimensionnel. Normalement, la description ne nécessite pas d'indication d'orientation axiale si le profil est asymétrique et s'il existe, alors une orientation axiale par rapport à un plan de référence approprié est requise. L'asymétrie existe en aval des effets d'installation tels que les coudes ou les tés. Habituellement, le profil de vitesse d'écoulement est décrit sur deux plans à 90° l'un de l'autre. En utilisant la dernière technologie logicielle, une description complète de la section transversale du tuyau du profil de vitesse est possible à condition que suffisamment de points de données soient fournis.

### Intensité de la turbulence
La deuxième description de l'état du champ d'écoulement dans le tuyau est l'intensité de la turbulence. Selon une expérience réalisée en 1994, des erreurs de mesure peuvent exister même lorsque le profil de vitesse d'écoulement est entièrement développé avec des conditions d'écoulement parfaites dans le tuyau. Inversement, il a été constaté une erreur de mesure nulle à des moments où le profil de vitesse n'était pas entièrement développé. Par conséquent, ce comportement a été attribué à l'intensité de la turbulence de l'écoulement de gaz qui peut causer une erreur de biais de mesure. Ce comportement explique en partie la performance insuffisante du paquet de tubes conventionnel.

### Tourbillons
La troisième description de l'état du champ d'écoulement est le tourbillon. Le tourbillon est le composant tangentiel du vecteur de vitesse. Le profil de vitesse doit être appelé le profil de vitesse axiale. Comme le vecteur de vitesse peut être décomposé en trois composantes mutuellement orthogonales, le profil de vitesse ne représente que la composante axiale de la vitesse. Fig.(2) montre l'angle de tourbillon qui explique la définition du tourbillon et de l'angle de tourbillon. Notez que le tourbillon est généralement référencé à une rotation de corps complet (c'est-à-dire que l'écoulement complet du pipeline suit un axe de tourbillon). Dans les conditions réelles du pipeline, telles qu'en aval des coudes, deux ou plusieurs mécanismes de tourbillons peuvent être présents.

## Effets sur les dispositifs de mesure du débit
L'état de l'écoulement peut affecter la performance et la précision des dispositifs qui mesurent le débit.

### Effets du conditionnement de l'écoulement sur le compteur à orifice
L'équation de base du débit massique à orifice fournie par l'API 14.3 et l'ISO 5167 est donnée comme suit :

{\displaystyle q_{m}=C_{d}\,E_{v}\,Y{\frac {\pi }{4}}\,d^{2}{\sqrt {2\rho \Delta P}}}    ----(4)

Où, 
{\displaystyle q_{m}} = Débit massique 

{\displaystyle C_{d}} = Coefficient de décharge 

{\displaystyle E_{v}} = Facteur de vitesse d'approche 

Y = Facteur d'expansion 

d = diamètre de l'orifice 

{\displaystyle \rho } = densité du fluide 

{\displaystyle \Delta P} = pression différentielle 

Pour utiliser l'équation (4), le champ d'écoulement entrant dans la plaque à orifice doit être exempt de tourbillons et présenter un profil d'écoulement entièrement développé. L'API 14.3 (1990) et les normes ISO déterminent le coefficient de décharge en réalisant de nombreux tests de calibrage où le débit massique indiqué est comparé au débit massique réel pour déterminer le coefficient de décharge. Dans tous les tests, l'exigence commune était un profil d'écoulement entièrement développé entrant dans la plaque à orifice. Les conceptions de compteurs conformes aux normes précises doivent donc garantir qu'un profil d'écoulement sans tourbillon et entièrement développé frappe la plaque à orifice. Il existe de nombreuses méthodes pour y parvenir. Ces méthodes sont communément appelées "conditionnement d'écoulement".
La première option d'installation est de ne pas utiliser de conditionneur d'écoulement, mais de fournir des longueurs de tuyau adéquates comme mentionné dans l'équation (2) ci-dessus. Cela rend généralement les coûts de fabrication d'une installation de mesure de débit irréalistes en raison de tubes de mesure excessivement longs ; imaginez des tubes de mesure de 75 diamètres de long.
La deuxième et la plus connue option est le conditionneur d'écoulement en paquet de tubes à 19 tubes. La majorité des installations de mesure de débit en Amérique du Nord contiennent le paquet de tubes. Avec l'aide de fils chauds, de tube de Pitot et de systèmes de mesure informatisés basés sur des laser, qui permettent des mesures détaillées du profil de vitesse et de l'intensité de la turbulence ; nous savons que le paquet de tubes ne fournit pas un écoulement entièrement développé. Par conséquent, cet appareil provoque une mesure de débit biaisée de l'orifice. À la suite de ces découvertes récentes, peu de paquets de tubes sont spécifiés pour la mesure du débit et réduisent l'utilisation de ce type d'appareil. De nombreuses références sont disponibles fournissant des résultats de performance indiquant une performance de compteur moins qu'acceptable lors de l'utilisation du paquet de tubes conventionnel à 19 tubes. Les résultats individuels doivent être examinés pour déterminer les détails tels que le rapport bêta, les longueurs des tubes de mesure, le Re et les conditions de test. 

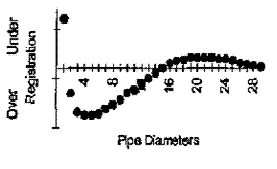
Figure (3) montrant la performance du paquet de tubes conventionnel

Les indications générales sont que le paquet de tubes conventionnel fera que l'installation de l'orifice surestime les valeurs de débit jusqu'à 1,5 % lorsque le paquet de tubes est à 1 diamètre de tuyau à environ 11 diamètres de tuyau de la plaque à orifice. Cela est dû à un profil de vitesse plat qui crée des pressions différentielles plus élevées qu'avec un profil entièrement développé. Il y a une région de transition d'environ 10 à 15 diamètres de tuyau où la bande d'erreur est d'environ zéro. Puis une légère sous-estimation des débits se produit pour des distances comprises entre environ 15 à 25 diamètres de tuyau. Cela est dû à un profil de vitesse en pointe qui crée des pressions différentielles plus faibles qu'un profil entièrement développé. À des distances supérieures à 25 diamètres de tuyau, l'erreur se stabilise à zéro. La Fig.(3) montre la performance du paquet de tubes conventionnel expliquant le comportement caractéristique typique du paquet de tubes à 19 tubes populaire. Un autre inconvénient du paquet de tubes conventionnel à 19 tubes est la variation de la taille.
Le paquet de tubes conventionnel fournit des erreurs très dépendantes des détails d'installation, c'est-à-dire les coudes dans et hors du plan, les tés, les valves et les distances entre la dernière installation de tuyau et le conditionneur et entre le conditionneur et la plaque à orifice. Ces erreurs ont une grande importance. Par conséquent, les dernières découvertes concernant la performance du paquet de tubes conventionnel doivent être examinées avant la conception et l'installation de la station de mesure.
La dernière option d'installation pour la mesure à orifice est les conditionneurs d'écoulement à plaque perforée. Une variété de plaques perforées est entrée sur le marché. Ces appareils sont généralement conçus pour rectifier les inconvénients du paquet de tubes conventionnel (précision et répétabilité insuffisantes). Le lecteur est invité à examiner attentivement la performance de la plaque perforée choisie avant l'installation. Une ligne directrice de test de performance du conditionneur d'écoulement doit être utilisée pour déterminer la performance. Les éléments clés d'un test de conditionneur d'écoulement sont :
1. Effectuer un test de calibrage de référence avec une longueur en amont de 70 à 100 diamètres de tuyau droit de mesure. Les valeurs de coefficient de décharge de référence doivent être dans l'intervalle de confiance de 95 % pour l'équation d'orifice RG (c'est-à-dire l'équation du coefficient de décharge fournie par AGA-3).
2. Sélectionner les valeurs de longueur de tube de mesure en amont et l'emplacement du conditionneur d'écoulement à utiliser pour l'évaluation de la performance. Installer le conditionneur d'écoulement à l'emplacement souhaité. D'abord, effectuer un test pour soit l'installation des deux coudes à 90° hors du plan, soit l'installation à tourbillon élevé pour {\displaystyle \beta } = 0.40 et pour {\displaystyle \beta } = 0.67. Ce test montrera si le conditionneur d'écoulement élimine les tourbillons de l'écoulement perturbé. Si le {\displaystyle \Delta Cd} est dans la région acceptable pour les deux valeurs de {\displaystyle \beta } c'est-à-dire 0.40 et 0.67, et si les résultats de Cd varient comme {\displaystyle (\beta )^{3.5}}, alors le conditionneur est efficace pour éliminer les tourbillons. Les tests pour les trois autres installations, à savoir bonnes conditions d'écoulement, valve partiellement fermée et écoulement fortement perturbé, peuvent être effectués pour {\displaystyle \beta } = 0.67, et les résultats pour d'autres ratios de p prédits à partir de la corrélation {\displaystyle \Delta Cd-(\beta )^{3.5}}. Sinon, les tests doivent être effectués pour une gamme de ratios de p entre 0.20 et 0.75.
3. Effectuer les tests et déterminer la performance du conditionneur d'écoulement pour le conditionneur d'écoulement installé dans de bonnes conditions d'écoulement, en aval d'une valve à moitié fermée, et pour soit l'installation à double coude à 90° hors du plan ou l'installation à tourbillon élevé.

### Effets du conditionnement de l'écoulement sur le compteur à turbine
Le compteur à turbine est disponible dans diverses configurations de fabricants d'un thème commun ; des pales de turbine et des rotors configurés. Ces appareils sont conçus de manière qu'un flux de gaz les traverse, ils tourneront proportionnellement à la quantité de gaz passant sur les pales de manière répétable. La précision est alors assurée par un calibrage, indiquant la relation entre la vitesse de rotation et le volume, à divers nombres de Reynolds. La différence fondamentale entre le compteur à orifice et le compteur à turbine est la dérivation de l'équation du débit. Le calcul du débit du compteur à orifice est basé sur les fondamentaux de l'écoulement des fluides (une dérivation de la première loi de la thermodynamique utilisant le diamètre du tuyau et les diamètres de la vena contracta pour l'équation de continuité). Les écarts par rapport à l'attente théorique peuvent être assumés sous le coefficient de décharge. Ainsi, on peut fabriquer un compteur à orifice avec une incertitude connue en n'ayant que la norme de mesure en main et un accès à un atelier de machines. Le besoin de conditionnement de l'écoulement, et donc un profil de vitesse d'écoulement entièrement développé, est conduit par la détermination initiale de Cd qui utilise des profils entièrement développés ou de "référence" comme expliqué ci-dessus.
Inversement, le fonctionnement du compteur à turbine n'est pas profondément enraciné dans les fondamentaux de la thermodynamique. Cela ne signifie pas que le compteur à turbine soit en aucune façon un appareil inférieur. Il existe des principes d'ingénierie solides fournissant un fondement théorique. C'est essentiellement un appareil extrêmement répétable qui est ensuite assuré d'une précision via un calibrage. Le calibrage fournit la précision. Il est réalisé dans de bonnes conditions d'écoulement (conditions d'écoulement exemptes de tourbillons et un profil de vitesse d'écoulement uniforme) ceci est effectué pour chaque compteur fabriqué. Les écarts par rapport aux conditions calibrées seraient considérés comme des effets d'installation, et la sensibilité du compteur à turbine à ces effets d'installation est d'intérêt. Le besoin de conditionnement de l'écoulement est conduit par la sensibilité du compteur aux écarts par rapport aux conditions calibrées de tourbillons et de profil de vitesse.
En général, des recherches récentes indiquent que les compteurs à turbine sont sensibles aux tourbillons mais pas à la forme du profil de vitesse. Un profil de vitesse uniforme est recommandé, mais aucune exigence stricte pour des profils d'écoulement entièrement développés n'est indiquée. De plus, aucune erreur significative n'est évidente lors de l'installation de compteurs à turbine simple ou double rotor en aval de deux coudes hors du plan sans dispositifs de conditionnement de l'écoulement,.

### Effets du conditionnement de l'écoulement sur le compteur à ultrasons

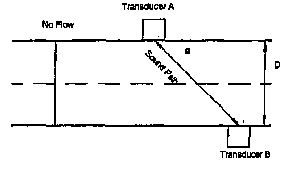
Figure (5) montrant le chemin du son du compteur à ultrasons - sans écoulement

En raison de l'âge relatif de la technologie, il peut être bénéfique de discuter du fonctionnement du compteur à ultrasons à chemins multiples pour illustrer les effets de la distorsion du profil d'écoulement et des tourbillons. Il existe différents types de mesures de débit utilisant des sons haute fréquence. Les dispositifs de mesure de transfert de propriété disponibles aujourd'hui utilisent le concept du temps de trajet. La différence de temps de vol avec le flux est comparée au temps de vol contre le flux. Cette différence est utilisée pour inférer la vitesse moyenne d'écoulement sur le chemin du son. Fig.(5) montrant le chemin du son du compteur à ultrasons - sans écoulement qui illustre ce concept.

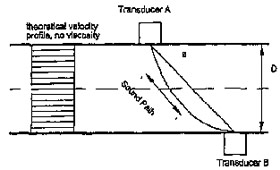
Figure (6) montrant le chemin du son du compteur à ultrasons - profil de vitesse uniforme

L'équation de débit résultante pour la vitesse moyenne expérimentée par le chemin du son est donnée par,

{\displaystyle {\bar {V}}_{flow}=\left[{\frac {1}{T_{ab}}}-{\frac {1}{T_{ba}}}\right]\left[{\frac {Dist_{Soundpath}}{2\cos \phi }}\right]}    ----(5)

Le cas sans écoulement donne le chemin réel du son lorsqu'il n'y a pas de débit (en équivalent l'équation (5) à zéro). En cas de profil de débit théorique, disons un profil de vitesse uniforme où la condition de non-glissement sur les parois du tuyau n'est pas appliquée, Fig.(6) montre le chemin du son du compteur à ultrasons - profil de vitesse uniforme qui illustre le chemin du son résultant.
Une dérivation théorique de l'équation de la vitesse moyenne pour ce chemin du son devient beaucoup plus compliquée. Dans le cas d'un profil de vitesse réel entièrement développé du compteur à ultrasons qui est montré dans la Fig.(7) indiquant un chemin possible du son à la suite d'une installation dans un débit réel. 

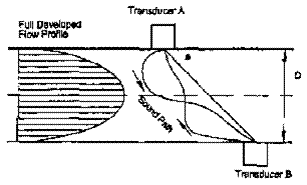
Figure (7) montrant le chemin du son du compteur à ultrasons - écoulement entièrement développé

Ici, une dérivation mathématique pour ce compteur à ultrasons devient également très compliquée. Développer un algorithme de débit robuste pour calculer la vitesse moyenne d'écoulement pour le chemin du son peut être assez compliqué. Ajoutez à cela ; réflexion du chemin du son depuis la paroi du tuyau, chemins multiples pour ajouter des degrés de liberté, tourbillons et écarts par rapport au profil d'écoulement entièrement développé et le problème d'intégration du profil de vitesse d'écoulement réel pour obtenir le débit volumique peut être un accomplissement. Par conséquent, la performance réelle des compteurs à ultrasons en aval des perturbations, et la nécessité des calibrages, est requise.

### Effets du conditionnement de l'écoulement sur le compteur Coriolis
Le compteur Coriolis montré dans la Fig.(8) est très précis dans des conditions monophasées mais imprécis pour mesurer des écoulements diphasiques. Il pose un problème complexe d'interaction structure-fluide en cas de fonctionnement diphasique. Il existe peu de modèles théoriques disponibles pour prédire les erreurs rapportées par le compteur Coriolis dans les conditions susmentionnées. 

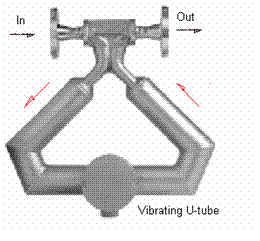
Figure (8) montrant le compteur Coriolis

 Les conditionneurs d'écoulement n'ont aucun effet sur la précision du compteur lors de l'utilisation de gaz humide en raison du régime d'écoulement annulaire, qui n'est pas fortement affecté par les conditionneurs d'écoulement. Dans des conditions monophasées, le compteur Coriolis donne des mesures précises même en présence de perturbations sévères de l'écoulement. Il n'est pas nécessaire de conditionner l'écoulement avant le compteur pour obtenir des lectures précises, ce qui serait le cas dans d'autres technologies de mesure telles que l'orifice et la turbine. En revanche, dans les écoulements diphasiques, le compteur donne constamment des erreurs négatives. L'utilisation de conditionneurs d'écoulement affecte clairement la lecture du compteur dans les liquides aérés. Ce phénomène peut être utilisé pour obtenir une estimation assez précise du débit dans les écoulements de liquides à faible fraction de volume de gaz.

### Mesure de débit de liquide
Le conditionnement de l'écoulement a un effet énorme sur la précision du compteur à turbine liquide, ce qui entraîne des perturbations de l'écoulement. Ces effets sont principalement causés par les débris sur les écrans de filtre, pour diverses géométries de tuyauterie en amont et différents types de conditionneurs d'écoulement.
L'efficacité d'un conditionneur d'écoulement peut être indiquée par les deux mesures clés suivantes :
- Variation en pourcentage d'un facteur de compteur moyen sur la plage définie de perturbations de l'écoulement pour un débit donné et une géométrie d'entrée de tuyauterie. Plus la valeur de la variation en pourcentage d'un facteur de compteur moyen sur la plage de perturbations de l'écoulement est faible, meilleure sera la performance du conditionneur d'écoulement.
- Répétabilité en pourcentage du facteur de compteur pour chaque perturbation de l'écoulement, à un débit donné et une géométrie d'entrée de tuyauterie. Plus la valeur de la répétabilité en pourcentage du facteur de compteur à un ensemble donné de conditions d'installation/de fonctionnement est faible, meilleure sera la performance du conditionneur d'écoulement.